# Битка при Остроленка
Битката при Остроленка е сражение, в което руските войски на фелдмаршал Иван Дибич-Забалкански нанасят на 26 май 1831 година тежко поражение на поляците по време на Ноемврийското въстание срещу руското владичество.

## Предистория
От началото на бойните действия през февруари 1831 година руските войски, които превъзхождат въстаниците по численост и артилерия, окупират териториите източно от Висла. Иззад тази естествена преграда през пролетта полските войски извършват няколко успешни набега, нанасяйки поражения на отделни руски отряди.
Битката при Остроленка е резултат от опита на полския главнокомандващ, генерал Ян Скжинецки с бърз поход от Сероцк към Ломжа да изненада и разгроми 25-хиляден корпус, отделен от главните руски сили. Поради бавното настъпление, планът се проваля, руският отряд се измъква, а поляците на свой ред попадат в клопка. В района на Остроленка на 26 май те са застигнати от авангарда на основната руска армия, извършила бърз преход от основния си лагер в Шедълце.

## Развой
Тъй като близо половината от руската армия изостава и не успява да се съсредоточи навреме, противниците участват в битката с по около 30 000 бойци. Скжинецки разполага армията си на десния бряг на река Нарев, оставяйки ариергард на левия бряг във и около Остроленка. Замисълът на полското командване е да атакува и разбие руснаците, докато форсират реката.
Боят между руския авангард и полския ариергард на левия бряг на Нарев завършва с пълен разгром на поляците, голяма част от които попадат в плен. Руснаците овладяват Остроленка и моста, преди полските сапьори да успеят да го унищожат. С напредването на деня към предните им подразделения на отсрещния бряг се присъединяват нови и нови подкрепления. Въпреки многократните контраатаки, разпоредени от Скжинецки, до вечерта руските сили на десния бряг нарастват значително и паралелно с дезорганизацията сред поляците. С настъпването на нощта полската армия се оттегля, без да бъде преследвана.

## Последици
Руските загуби при Остроленка възлизат на около 5000 войници, а полските – на над 9000 (в това число 2000 пленници). Макар че полската армия се спасява от пълен разгром, загубата на голям брой от най-изпитаните ѝ войници е невъзместима. Поражението има силен деморализиращ ефект, като намалява желанието за съпротива и засилва враждите между водачите на въстанието.